# Société thomiste
La Société thomiste est une société d'études théologiques et philosophiques qui dépend de la province dominicaine de France. Son siège se situe dans le XIIIe arrondissement de Paris, au Saulchoir. Elle est à l'origine du Bulletin thomiste, fondé en 1924 et aujourd'hui disparu.
Avec la Commission léonine et le Centre d'études, la Société thomiste est l'un des trois pôles de recherches du Saulchoir. Elle consacre ses activités à la théologie et à la philosophie médiévales. Ses travaux sont publiés à la « Bibliothèque thomiste », éditée par la Librairie Vrin. Elle organise depuis 1932 des journées d'études, dites « Journées Saint-Thomas », destinées aux chercheurs,. 